# Eric Gill
Eric Gill (Brighton, 22 febbraio 1882 – Uxbridge, 17 novembre 1940) è stato un designer inglese, in particolare fu uno stampatore, designer esperto in lettering, abile scultore (specializzato come incisore su pietra) e saggista.

## Biografia
Eric Gill è stato un artista poliedrico, il quale guadagnò notorietà negli anni trenta dello scorso secolo forgiando caratteri come il Perpetua (1925), il Gill Sans (1929) e il Joanna (1930 - 1931), divenuti particolarmente celebri. Suoi anche i caratteri Golden Cockerel Press Type (per la casa editrice Golden Cockerel Press; 1929), il Solus (1929), l'Aries (1932), il Floriated Capitals (1932), il Bunyan (1934) e il Jubilee (conosciuto anche come Cunard; 1934). Collaborò tra gli altri con la fonderia Monotype Corporation, con piccole case editrici come la 'Golden Cockerel', quanto con le maggiori industrie tipografiche del tempo.
All'inizio della sua carriera, quando operava soprattutto come intagliatore di lapidi e incisore di targhe, Eric Gill conobbe, per merito di sir Sydney Cockerell, la Exempla Scripturae Epigraphicae Latinae stampata a Berlino nel 1885, che riproduceva iscrizioni latine. Dallo studio di quest'opera, Gill trarrà un enorme profitto che influenzerà il progetto ed il disegno dei suoi caratteri.
Come scultore creò i rilievi della Via Crucis della Cattedrale di Westminster, iniziati nel 1914 e terminati nel 1918, e, nel 1932, scolpì il gruppo scultoreo 'Prospero e Ariel' presente nel centro di produzione della BBC. Nel 1938 realizzò 'La creazione di Adamo', tre bassorilievi per il Palazzo delle Nazioni della Lega delle Nazioni a Ginevra in Svizzera.
Fondò la casa editrice September Press e nel giugno del 1931, con una tiratura di 500 copie, pubblicò An Essay on Typography ("Sulla Tipografia"); si tratta di un saggio nel quale, mentre indaga il conflitto tra l'industrializzazione e le antiche procedure di stampa manuale, fornisce spunti di riflessione sulla composizione litografica e fornisce un contributo teorico, che rivela similitudini inaspettate con l'attuale rivoluzione digitale della stampa.
Persona con un profondo senso religioso, pubblicò numerosi altri saggi sul rapporto tra arte e religione e divenne famoso anche per la produzione xilografica di pregevoli ex libris.
Nell'arco della sua vita ottenne numerosi riconoscimenti tra i quali il Royal Designer for Industry, la più alta onorificenza britannica per i designer, e divenne un socio onorario della Royal Society of Arts.
I suoi disegni di caratteri sono conservati presso la St. Bride Printing Library di Londra, mentre matrici e punzoni sono alla University Library di Cambridge e alla Clark Library alla UCLA di Los Angeles.

## Tipi di carattere

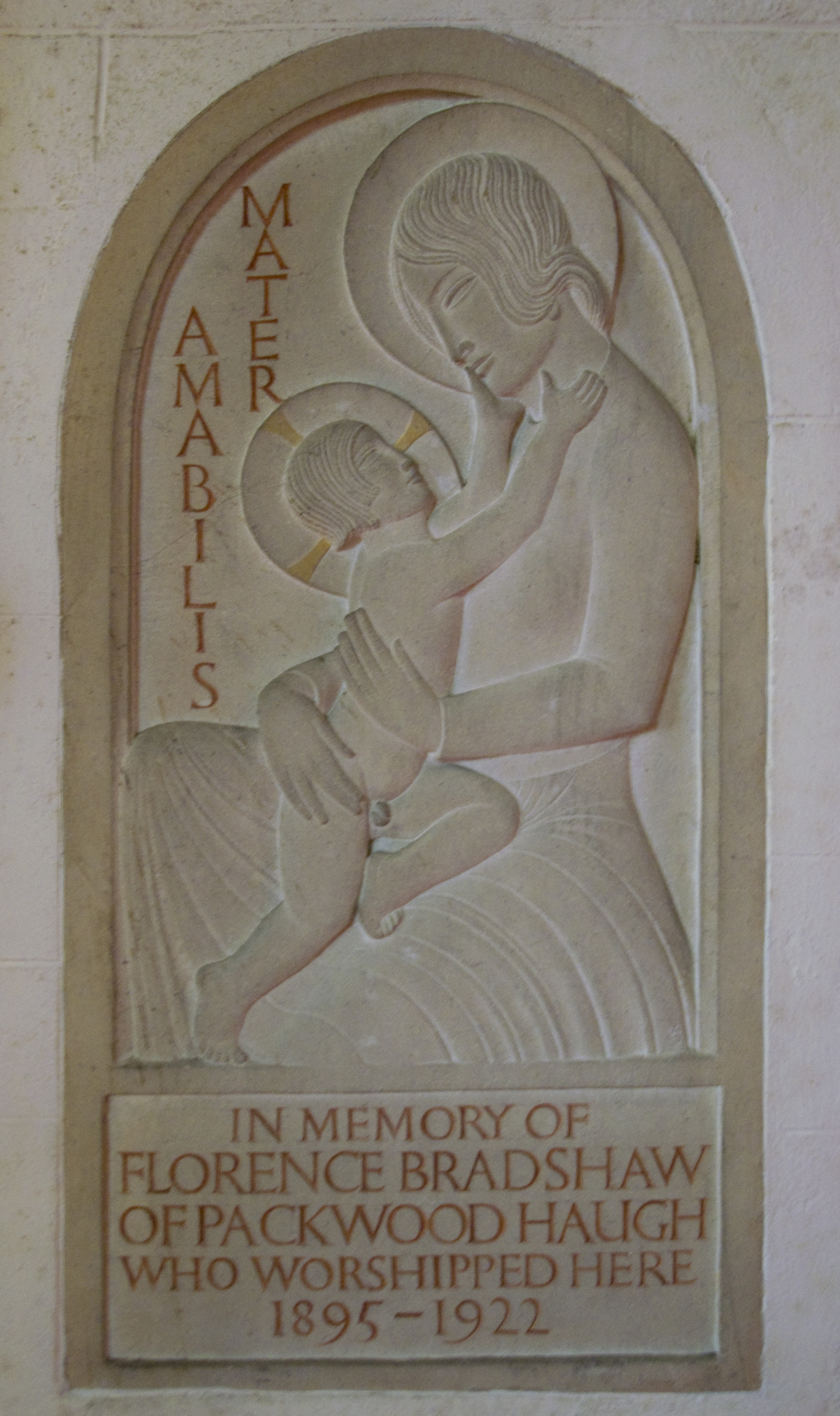
Bassorilievo nella chiesa parrocchiale di Lapworth (Warwickshire), 1928

- Gill Sans (il suo carattere più famoso per tipografie, 1927–1930)
- Perpetua (1925)
- Golden Cockerel Press Type (creato appositamente per la Golden Cockerel Press; 1929)
- Solus (1929),
- Joanna (basato sul font Granjon; 1930– 1931)
- Aries (1932)
- Floriated Capitals (1932)
- Bunyan (1934)
- Pilgrim (1953)
- Jubilee (conosciuto anche come Cunard; 1934)

## Controversie
La biografia dell'artista scritta da Fiona MacCarthy e pubblicata nel 1989 svelò che egli aveva abusato sessualmente delle figlie, nonché avuto relazioni incestuose con le proprie sorelle e commesso atti di zoofilia. Ciò ha modificato almeno in parte l'atteggiamento del pubblico nei confronti delle sue opere.

## Opere
- A Holy Tradition of Working: An Anthology of Writings, Golgonooza Press, 1983
- An Essay on Typography, 1931
- Christianity and Art, 1927
- Art, 1934
- Work and Property, 1937
- Work and Culture, 1938
- Autobiography: Quod Ore Sumpsimus, Jonathan Cape, 1940 (pubblicato postumo)